# Unión Regional Deportiva 2023
La Unión Regional Deportiva 2023 fue la 16.ª temporada de la unión de ligas que organiza la Liga Tandilense de Fútbol, que cuenta con equipos afiliados a ésta, junto con aquellos nucleados por la Liga Ayacuchense de fútbol, la Liga Rauchense de fútbol y la Liga Juarense de fútbol, que comenzó a desarrollarse el 12 de marzo de 2023, y finalizó el 11 de noviembre del mismo año, con un sistema de competencia similar al de la temporada anterior en Primera «A», y algunos cambios en la «B», que se jugará en un solo torneo, ida y vuelta.
Una vez finalizada la temporada regular, se programó una nueva edición de la Copa de la URD, para completar y asegurar un calendario de más de 30 partidos por club. Con motivo de la conmemoración de los 200 años de la ciudad de Tandil, el título en juego se llama  «Copa Bicentenario Ciudad de Tandil».
La «A» estuvo animada por los mismos clubes, a excepción de los descendidos Defensores del Cerro y Botafogo, lugares que fueron ocupados por Defensores y Deportivo Rauch. La «B» se disputa con la modificación mencionada y la novedad de un nuevo equipo, Juventud Unida.
En abril, la Liga anunció a través de sus redes la creación de un sitio oficial con resultados y estadísticas.
El 11 de junio Gimnasia y Esgrima empató 1:1 con Ferrocarril Sud y se consagró campeón del torneo Apertura 2023, logrando un título oficial tras 26 años. El «Lobo» cerró la primera mitad del año habiendo cosechado el campeonato con un 78,8% de efectividad.
A mediados de junio también se confirmó que la Unión Regional Deportiva volverá a contar con dos plazas para la cuarta categoría, el Regional Amateur 2023-24. Serán de la partida Atlético Ayacucho —campeón 2022— y Gimnasia y Esgrima, campeón reciente del Apertura. Finalmente, los clubes Velense y Sarmiento lograron obtener licencia deportiva, sumando así cuatro equipos de la URD en el Regional Federal.
El 16 de octubre Independiente venció 3:1 a Atlético Ayacucho, logrando el título del Clausura 2023 —sexto campeonato en su palmarés—, y clasificó a la Copa de Campeones junto a Gimnasia y Esgrima. La LTF programó las finales para el 1 y 8 de noviembre, culminando así la temporada oficial de la URD 2023.
En Primera «B» Grupo Universitario logró el primer lugar y ascendió a la máxima categoría cuatro fechas antes, marcando el regreso tras el descenso en la temporada 2021. En la última fecha, Ateneo Estrada de Ayacucho logró el segundo ascenso de cara a 2024, forjando a Deportivo Tandil —3.° en el año— a disputar el repechaje frente a UNICEN, por el tercer ascenso.
Gimnasia y Esgrima venció en la Copa de Campeones a Independiente —global 3:0— y logró dos títulos en la temporada, los primeros para la institución en URD. Con los campeonatos, logró clasificar a las ediciones 2023-24 y 2024-25 del Federal Amateur.

## Equipos participantes
A diferencia de la temporada 2022, habrá un equipo más, que se sumará directamente la división «B»: Juventud Unida.
| #  | Ciudad             | Equipos |
| -- | ------------------ | --- |
| 12 | Tandil             | Defensores del Cerro (B), Deportivo Tandil (B), Excursionistas (B), Ferrocarril Sud (A), Gimnasia y Esgrima (A), Grupo Universitario (B), Independiente (A), Juventud Unida (B), San José (B), Santamarina (A), UNICEN (A), Unión y Progreso (B) |
| 4  | Ayacucho           | Ateneo Estrada (B), Atlético Ayacucho (A), Defensores (A), Sarmiento (A) |
| 3  | Rauch              | Botafogo (B), Deportivo Rauch (A), San Lorenzo (B) |
| 2  | Benito Juárez      | Argentino (B), Juarense (A) |
| 1  | Villa Cacique      | Loma Negra (A) |
| 1  | María Ignacia Vela | Velense (A) |

| # | Altas          |
| - | -------------- |
| 1 | Juventud Unida |

### Árbitros
El arbitraje de la Unión Regional Deportiva 2023 se organiza de acuerdo a la ciudad en la que sea el encuentro. En Tandil, Vela, Benito Juárez y Villa Cacique, se encargan de los partidos los colegiados de la Asociación Tandilense de Árbitros, designados por el Colegio de Árbitros de la LTF. En tanto, en las ciudades de Ayacucho y Rauch, es la Liga quien designa. Sólo para las finales es que se implementa la presencia de un cuarto árbitro en cancha.
Asociación Tandilense de Árbitros
| - Joaquín Castillo - Emanuel Mazzoni - Diego Navarro - Diego Novelli Sanz | - Camila Romero - Pablo Tevez - Oscar Ramírez | - Lautaro Paletta - Matías Picot - Fernando Zabalza |

Agrupación de Árbitros de Ayacucho
| - Gonzalo López - Juan Giardini - Ignacio Liuzzi |

Agrupación Rauchense de Árbitros
| - Martín Althabe - Daniel Quintana - Abraham Parra |

## Formato de disputa

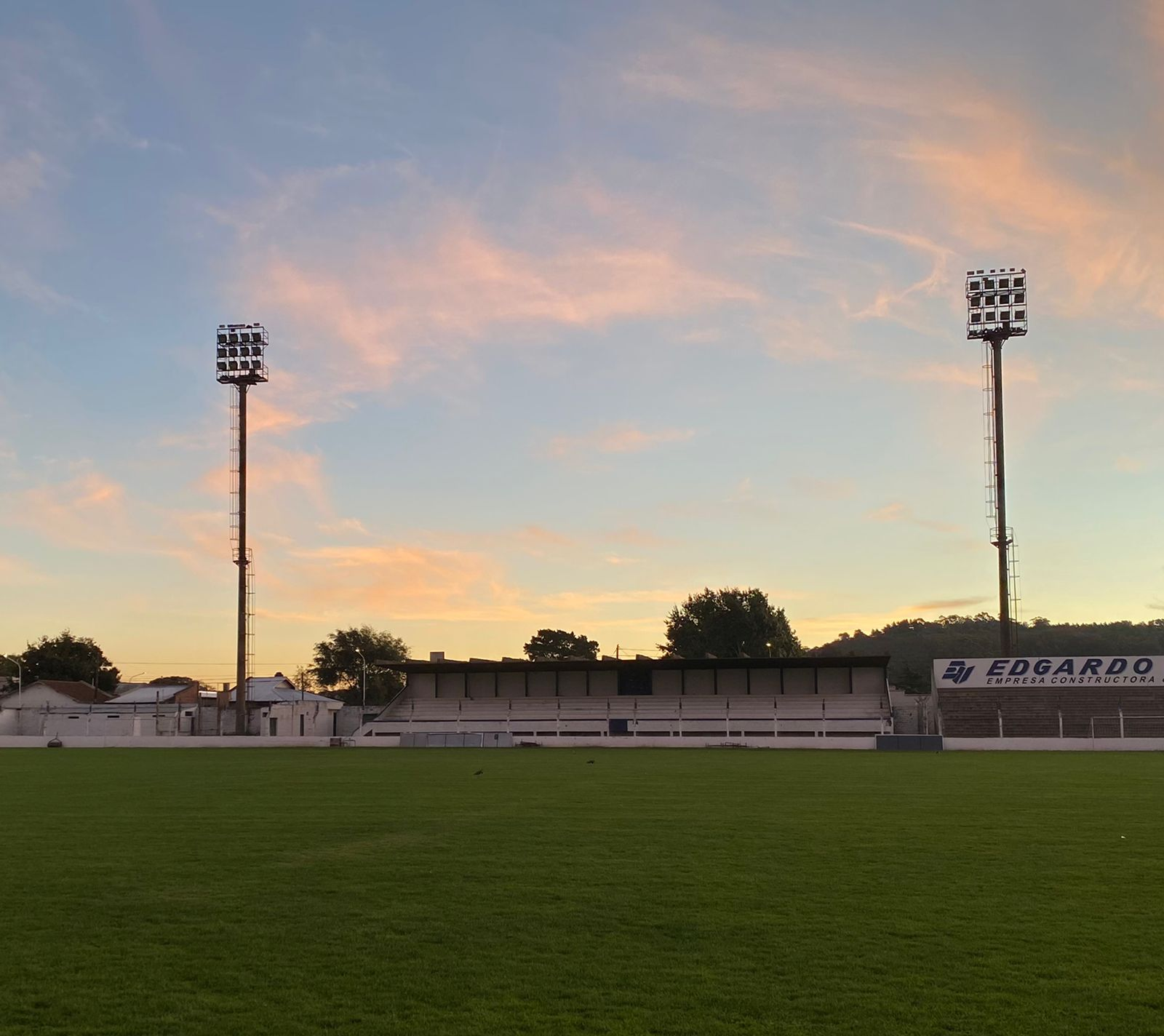
El Gral. San Martín, escenario principal de la competición. Regularmente alberga las finales de la temporada.

La Unión Regional Deportiva 2023 repartirá tres títulos oficiales: «Apertura», «Clausura» y «Copa de Campeones». Al finalizar la temporada regular, se disputará la «Copa Bicentenario de Tandil».
En cuanto a las categorías, habrá dos formatos distintos, uno por división. En la Primera «A» se repetirá el sistema de la temporada anterior: habrá dos torneos: Apertura, que en principio iría de marzo a junio, y Clausura, que está pactado de julio a noviembre. Ambos certámenes consagrarán un campeón, válido por un título. Además, clasificarán a la «Copa de Campeones» a partidos de ida y vuelta. Si el ganador de ambos torneos fuese el mismo equipo, se consagrará campeón.
En Primera «B» el sistema varía. Habrá un solo torneo a formato ida y vuelta, siendo campeón y logrando el primer ascenso quien sume más puntos una vez concluida las 22 fechas. El otro ascenso directo será para el subcampeón y el tercero en la tabla general disputará la promoción con el 10.° de la división «A».

## Participaciones en torneos federales de la AFA
Tras una serie de malas campañas, Santamarina descendió a la tercera categoría —había logrado el ascenso a la «B» en 2014—.
El Torneo de la Federación de Fútbol Bonaerense Pampeana 2023 tendrá otra vez representantes tandilenses: de la edición anterior repiten Gimnasia y Esgrima y Velense, y se suma Deportivo Tandil, que tendrá su debut absoluto en un torneo regional.
Los clubes Gimnasia y Esgrima y Deportivo Tandil quedaron sorteados en el mismo grupo, compartiendo con dos equipos de la Liga de Maipú. El primer encuentro entre ambos, válido por la fecha 1, quedó para el Lobo: fue victoria 3:2, en un duelo que se definió en el adicional. Deportivo Tandil, con gol de García Mancini empató a los 90', minutos después Cardoso selló el 3:2 definitivo, a los 90+6'.
El segundo duelo fue para Deportivo Tandil, tras un disputado 1:0 en el mismo escenario, con gol de Ciros a loas 14'. Tras ese partido y debido a otros resultados, ambos equipos quedaron clasificados a la siguiente fase.
Por su parte Velense también consiguió el pase a la siguiente fase, quedando segundo en su grupo.
| # | Equipos            | Certamen              | Organizador | Resultado       |
| - | ------------------ | --------------------- | ----------- | --------------- |
| 1 | Santamarina        | Torneo Federal A 2023 | AFA         | En disputa      |
| 3 | Gimnasia y Esgrima | Torneo FFBP 2023      | FFBP        | Semifinalista   |
| 3 | Velense            | Torneo FFBP 2023      | FFBP        | Cuartofinalista |
| 3 | Deportivo Tandil   | Torneo FFBP 2023      | FFBP        | Fase de grupos  |

La Unión Regional Deportiva 2021 otorga dos plazas para el certamen regional que nuclea a las ligas del interior. En la anterior temporada, la 2019, los clasificados Ferrocarril Sud y Atlético Ayacucho, renunciaron a sus plazas, obtenidas por mérito deportivo.
En los primeros días de noviembre se conoció que finalmente el Club Atlético Juarense, de Benito Juárez, será el único representante de la Unión Regional Deportiva en el torneo federal. Según se anunció, tanto el club de Juárez como Sarmiento de Ayacucho estaban interesados en las plazas, aunque solo el primero confirmó la participación. Para Juarense será la tercera participación, —primera en la cuarta categoría nacional—, tras embarcarse en los Torneo del Interior 2013 y 2014. El club comenzará su camino en la zona 6 el 21 de noviembre, de visitante, frente a Sporting, de la ciudad de Punta Alta.

#### Juarense en el Federal 2021
| Fecha 1 21 de noviembre de 2021, 16:00 | Sporting              | 2:0 (2:0) | Juarense         | Enrique Mendizábal, Punta Alta |                                |
|                                        | Marcelo Castellano 2' | Reporte   | Matías López 35' | Árbitro(s): Alejandro Krieguer | Árbitro(s): Alejandro Krieguer |

| Fecha 3 1 de diciembre de 2021, 16:30 | Juarense | 0:0     | Huracán (Tres Arroyos) | Estadio Gastón Lafón, Benito Juárez |             |
|                                       |          | Reporte |                        | Árbitro(s):                         | Árbitro(s): |

| Fecha 4 5 de diciembre de 2021, 17:00 | Juarense | 0:3 (0:1) | Sporting                                            | Estadio Gastón Lafón, Benito Juárez |             |
|                                       |          | Reporte   | - Ignacio Burgos 14' - Marcelo Castellano 79' 90+6' | Árbitro(s):                         | Árbitro(s): |

| Fecha 6 19 de diciembre de 2021, 20:30 | Huracán (Tres Arroyos)                          | 2:1 (1:0) | Juarense            | Estadio Roberto Lorenzo Bottino, Tres Arroyos |                              |
|                                        | - Nahuel Gauna 11' (a.g.) - Lucio Barroca 90+5' | Reporte   | - Luciano Silva 51' | Árbitro(s): Fernando Zabalza                  | Árbitro(s): Fernando Zabalza |

-->

## Primera «A»

### Torneo Apertura
| #    | Equipo                 | Pts. | PJ | PG | PE | PP | GF | GC | Dif. |
| ---- | ---------------------- | ---- | -- | -- | -- | -- | -- | -- | ---- |
| 1.º  | Gimnasia y Esgrima     | 26   | 11 | 8  | 2  | 1  | 20 | 4  | 16   |
| 2.º  | Atlético Ayacucho      | 24   | 11 | 7  | 3  | 1  | 20 | 12 | 8    |
| 3.º  | Velense                | 22   | 11 | 7  | 1  | 3  | 27 | 10 | 17   |
| 4.º  | Independiente          | 20   | 11 | 5  | 5  | 1  | 20 | 11 | 9    |
| 5.º  | Juarense               | 17   | 11 | 5  | 2  | 4  | 15 | 11 | 4    |
| 6.º  | Ferrocarril Sud        | 16   | 11 | 4  | 4  | 3  | 21 | 16 | 5    |
| 7.º  | Santamarina            | 13   | 11 | 3  | 4  | 4  | 12 | 12 | 0    |
| 8.º  | Sarmiento              | 12   | 11 | 3  | 3  | 5  | 15 | 23 | -8   |
| 9.º  | Defensores de Ayacucho | 10   | 11 | 2  | 4  | 5  | 16 | 18 | -2   |
| 10.º | UNICEN                 | 10   | 11 | 3  | 1  | 7  | 10 | 17 | -7   |
| 11.º | Loma Negra             | 9    | 11 | 2  | 3  | 6  | 11 | 26 | -15  |
| 12.º | Deportivo Rauch        | 2    | 11 | 0  | 2  | 9  | 12 | 39 | -27  |

Notas y referencias
|  | Campeón del torneo Apertura, clasificado al TRFA 2023-24 y a la Copa de Campeones 2023. |

#### Evolución de posiciones
| Equipo / Fecha         | 1  | 2  | 3  | 4  | 5  | 6  | 7  | 8  | 9  | 10 | 11 |
| ---------------------- | -- | -- | -- | -- | -- | -- | -- | -- | -- | -- | -- |
| Atlético Ayacucho      | 3  | 4  | 3  | 2  | 3  | 3  | 3  | 2  | 3  | 3  | 2  |
| Defensores de Ayacucho | 11 | 8  | 10 | 11 | 11 | 11 | 11 | 11 | 10 | 10 | 9  |
| Deportivo Rauch        | 12 | 12 | 12 | 12 | 12 | 12 | 12 | 12 | 12 | 12 | 12 |
| Ferrocarril Sud        | 8  | 10 | 9  | 9  | 9  | 9  | 6  | 6  | 6  | 6  | 6  |
| Gimnasia y Esgrima     | 2  | 1  | 1  | 3  | 2  | 2  | 1  | 1  | 1  | 1  | 1  |
| Independiente          | 6  | 5  | 4  | 4  | 4  | 4  | 4  | 4  | 4  | 4  | 4  |
| Juarense               | 4  | 3  | 5  | 6  | 6  | 6  | 5  | 5  | 5  | 5  | 5  |
| Loma Negra             | 5  | 7  | 8  | 8  | 8  | 8  | 9  | 10 | 11 | 11 | 11 |
| Sarmiento              | 9  | 11 | 11 | 10 | 10 | 10 | 10 | 8  | 7  | 7  | 8  |
| Santamarina            | 7  | 6  | 6  | 5  | 5  | 5  | 7  | 7  | 8  | 8  | 7  |
| UNICEN                 | 10 | 9  | 7  | 7  | 7  | 7  | 8  | 9  | 9  | 9  | 10 |
| Velense                | 1  | 2  | 2  | 1  | 1  | 1  | 2  | 3  | 2  | 2  | 3  |

#### Resultados
| Ferrocarril Sud        | 1:2 | Atlético Ayacucho  | Dámaso Latasa       | 12 de marzo | 15:30 | Emanuel Mazzoni      |
| Independiente          | 1:1 | Santamarina        | Agustín F. Berroeta | 12 de marzo | 15:30 | Fernando Zabalza     |
| Loma Negra             | 3:2 | Sarmiento          | Filadelfio Mondello | 12 de marzo | 15:30 | Matías Picot Domenez |
| UNICEN                 | 0:1 | Juarense           | Predio Centenario   | 12 de marzo | 15:30 | Joaquín Castillo     |
| Deportivo Rauch        | 1:5 | Velense            | Nuevo Municipal     | 12 de marzo | 15:30 | Martín Althabe       |
| Defensores de Ayacucho | 0:2 | Gimnasia y Esgrima | Predio Defensores   | 12 de marzo | 15:30 | Juan Peralta         |

| Velense            | 3:0 | Ferrocarril Sud        | Miguel A. Ochoa     | 26 de marzo | 15:30 | Fernando Zabalza     |
| Gimnasia y Esgrima | 6:0 | Loma Negra             | Predio Jorge Ibáñez | 26 de marzo | 15:30 | Emanuel Mazzoni      |
| Independiente      | 3:1 | UNICEN                 | Agustín F. Berroeta | 26 de marzo | 15:30 | Matías Picot Domenez |
| Santamarina        | 2:0 | Deportivo Rauch        | Predio Centenario   | 26 de marzo | 15:30 | Lautaro Paletta      |
| Atlético Ayacucho  | 3:2 | Defensores de Ayacucho | Atlético Ayacucho   | 26 de marzo | 15:30 | Gonzalo López        |
| Sarmiento          | 0:3 | Juarense               | José A. Barbieri    | 26 de marzo | 15:30 | Juan Giardini        |

| UNICEN                 | 1:0 | Sarmiento          | Gral. San Martín    | 2 de abril | 13:30 | Joaquín Castillo |
| Juarense               | 0:1 | Gimnasia y Esgrima | Gastón Lafón        | 2 de abril | 15:30 | Fernando Zabalza |
| Loma Negra             | 0:1 | Atlético Ayacucho  | Filadelfio Mondello | 2 de abril | 15:30 | Camila Romero    |
| Defensores de Ayacucho | 1:2 | Velense            | Defensores          | 2 de abril | 15:30 |                  |
| Ferrocarril Sud        | 1:1 | Santamarina        | Dámaso Latasa       | 2 de abril | 15:30 | Diego Navarro    |
| Deportivo Rauch        | 2:6 | Independiente      | Nuevo Municipal     | 2 de abril | 15:30 | Daniel Quintana  |

| Independiente      | 1:1 | Ferrocarril Sud        | Agustín F. Berroeta | 16 de abril | 15:30 | Lautaro Paletta      |
| Atlético Ayacucho  | 1:0 | Juarense               | Atlético Ayacucho   | 16 de abril | 15:30 | Matías Picot Domenez |
| Gimnasia y Esgrima | 1:1 | Sarmiento              | Predio Jorge Ibáñez | 16 de abril | 15:30 | Diego Navarro        |
| Santamarina        | 2:0 | Defensores de Ayacucho | Predio Centenario   | 16 de abril | 15:30 | Joaquín Castillo     |
| Velense            | 5:1 | Loma Negra             | Miguel A. Ochoa     | 16 de abril | 15:30 | Gonzalo López        |
| Deportivo Rauch    | 0:3 | UNICEN                 | Nuevo Municipal     | 16 de abril | 15:30 | Luciano Caballero    |

| Juarense               | 0:2 | Velense            | Gastón Lafón        | 23 de abril | 15:30 | Diego Navarro    |
| Loma Negra             | 2:1 | Santamarina        | Filadelfio Mondello | 23 de abril | 15:30 | Fernando Zabalza |
| UNICEN                 | 0:2 | Gimnasia y Esgrima | Predio Centenario   | 23 de abril | 15:30 | Lautaro Paletta  |
| Defensores de Ayacucho | 1:1 | Independiente      | Defensores          | 23 de abril | 15:30 | Daniel Quintana  |
| Ferrocarril Sud        | 6:0 | Deportivo Rauch    | Gral. San Martín    | 23 de abril | 15:30 | Joaquín Castillo |
| Sarmiento              | 0:0 | Atlético Ayacucho  | José A. Barbieri    | 23 de abril | 15:30 | Emanuel Mazzoni  |

| Velense           | 5:1 | Sarmiento              | Miguel A. Ochoa     | 30 de abril | 15:30 | Joaquín Castillo     |
| Atlético Ayacucho | 1:2 | Gimnasia y Esgrima     | Atlético Ayacucho   | 30 de abril | 15:30 | Fernando Zabalza     |
| Santamarina       | 1:3 | Juarense               | Predio Centenario   | 30 de abril | 15:30 | Lautaro Paletta      |
| Ferrocarril Sud   | 1:1 | UNICEN                 | Dámaso Latasa       | 30 de abril | 15:30 | Matías Picot Domenez |
| Deportivo Rauch   | 1:1 | Defensores de Ayacucho | Nuevo Municipal     | 30 de abril | 15:30 | Daniel Quintana      |
| Independiente     | 2:0 | Loma Negra             | Agustín F. Berroeta | 30 de abril | 15:30 | Emanuel Mazzoni      |

| Gimnasia y Esgrima     | 1:0 | Velense           | Predio Jorge Ibáñez | 14 de mayo | 15:30 | Lautaro Paletta      |
| Juarense               | 1:1 | Independiente     | Gastón Lafón        | 14 de mayo | 15:30 | Matías Picot Domenez |
| Defensores de Ayacucho | 1:4 | Ferrocarril Sud   | Defensores          | 14 de mayo | 15:30 | Emanuel Mazzoni      |
| UNICEN                 | 1:3 | Atlético Ayacucho | Predio Centenario   | 14 de mayo | 15:30 | Joaquín Castillo     |
| Loma Negra             | 2:2 | Deportivo Rauch   | Filadelfio Mondello | 14 de mayo | 15:30 | Oscar Ramírez        |
| Sarmiento              | 3:2 | Santamarina       | José A. Barbieri    | 14 de mayo | 15:30 | Martín Althabe       |

| Campeón Apertura 2023             |
| --------------------------------- |
| Club Gimnasia y Esgrima de Tandil |

| Gimnasia y Esgrima 1.° título |

### Torneo Clausura
| #    | Equipo                 | Pts. | PJ | PG | PE | PP | GF | GC | Dif. |
| ---- | ---------------------- | ---- | -- | -- | -- | -- | -- | -- | ---- |
| 1.º  | Velense                | 3    | 1  | 1  | 0  | 0  | 6  | 3  | 3    |
| 2.º  | Gimnasia y Esgrima     | 3    | 1  | 1  | 0  | 0  | 3  | 0  | 3    |
| 3.º  | Sarmiento              | 3    | 1  | 1  | 0  | 0  | 2  | 0  | 2    |
| 4.º  | UNICEN                 | 3    | 1  | 1  | 0  | 0  | 2  | 0  | 2    |
| 5.º  | Atlético Ayacucho      | 3    | 1  | 1  | 0  | 0  | 3  | 2  | 1    |
| 6.º  | Independiente          | 1    | 1  | 0  | 1  | 0  | 1  | 1  | 0    |
| 7.º  | Santamarina            | 1    | 1  | 0  | 1  | 0  | 1  | 1  | 0    |
| 8.º  | Ferrocarril Sud        | 0    | 1  | 0  | 0  | 1  | 2  | 3  | -1   |
| 9.º  | Juarense               | 0    | 1  | 0  | 0  | 1  | 0  | 2  | -2   |
| 10.º | Loma Negra             | 0    | 1  | 0  | 0  | 1  | 0  | 2  | -2   |
| 11.º | Deportivo Rauch        | 0    | 1  | 0  | 0  | 1  | 3  | 6  | -3   |
| 12.º | Defensores de Ayacucho | 0    | 1  | 0  | 0  | 1  | 0  | 3  | -3   |

Notas y referencias
|  | En posición de ser campeón del torneo Clausura y de clasificar a la Copa de Campeones 2023. |

#### Evolución de posiciones
| Equipo / Fecha         | 1  | 2 | 3 | 4 | 5 | 6 | 7 | 8 | 9 | 10 | 11 |
| ---------------------- | -- | - | - | - | - | - | - | - | - | -- | -- |
| Atlético Ayacucho      | 5  |   |   |   |   |   |   |   |   |    |    |
| Defensores de Ayacucho | 12 |   |   |   |   |   |   |   |   |    |    |
| Deportivo Rauch        | 11 |   |   |   |   |   |   |   |   |    |    |
| Ferrocarril Sud        | 8  |   |   |   |   |   |   |   |   |    |    |
| Gimnasia y Esgrima     | 2  |   |   |   |   |   |   |   |   |    |    |
| Independiente          | 6  |   |   |   |   |   |   |   |   |    |    |
| Juarense               | 9  |   |   |   |   |   |   |   |   |    |    |
| Loma Negra             | 10 |   |   |   |   |   |   |   |   |    |    |
| Sarmiento              | 3  |   |   |   |   |   |   |   |   |    |    |
| Santamarina            | 7  |   |   |   |   |   |   |   |   |    |    |
| UNICEN                 | 4  |   |   |   |   |   |   |   |   |    |    |
| Velense                | 1  |   |   |   |   |   |   |   |   |    |    |

## Primera «B»
| #    | Equipo               | Pts. | PJ | PG | PE | PP | GF | GC | Dif. |
| ---- | -------------------- | ---- | -- | -- | -- | -- | -- | -- | ---- |
| 1.º  | Grupo Universitario  | 28   | 11 | 9  | 1  | 1  | 38 | 12 | 26   |
| 2.º  | Ateneo Estrada       | 25   | 11 | 8  | 1  | 2  | 18 | 8  | 10   |
| 3.º  | Botafogo             | 22   | 11 | 7  | 1  | 3  | 24 | 14 | 10   |
| 4.º  | Deportivo Tandil     | 20   | 11 | 5  | 5  | 1  | 19 | 14 | 5    |
| 5.º  | San José             | 13   | 11 | 3  | 4  | 4  | 12 | 18 | -6   |
| 6.º  | Argentino            | 12   | 11 | 3  | 3  | 5  | 15 | 22 | -7   |
| 7.º  | Unión y Progreso     | 12   | 11 | 4  | 0  | 7  | 13 | 23 | -10  |
| 8.º  | Defensores del Cerro | 11   | 11 | 2  | 5  | 4  | 15 | 20 | -5   |
| 9.º  | Excursionistas       | 11   | 11 | 3  | 2  | 6  | 13 | 18 | -5   |
| 10.º | Juventud Unida       | 8    | 10 | 2  | 2  | 6  | 11 | 21 | -10  |
| 11.º | San Lorenzo          | 5    | 11 | 1  | 2  | 8  | 11 | 19 | -8   |

Notas y referencias
|  | En posición de consagrarse campeón y ascender a Primera A en la URD 2024.        |
|  | En posición de lograr el segundo ascenso a Primera A en la URD 2024.             |
|  | En posición de disputar la promoción con el 11.º peor ubicado de a la Primera A. |

#### Evolución de posiciones
| Equipo / Fecha       | 1  | 2  | 3  | 4  | 5  | 6  | 7  | 8  | 9  | 10 | 11 | 12 | 13 | 14 | 15 | 16 | 17 | 18 | 19 | 20 | 21 | 22 |
| -------------------- | -- | -- | -- | -- | -- | -- | -- | -- | -- | -- | -- | -- | -- | -- | -- | -- | -- | -- | -- | -- | -- | -- |
| Argentino            | 8  | 4  | 6  | 5  | 7  | 8  | 8  | 7  | 7  | 7  | 7  | 6  |    |    |    |    |    |    |    |    |    |    |
| Ateneo Estrada       | 2  | 2  | 2  | 2  | 2  | 2  | 2  | 2  | 3  | 3  | 2  | 2  |    |    |    |    |    |    |    |    |    |    |
| Botafogo             | 1  | 1  | 1  | 1  | 1  | 1  | 1  | 1  | 1  | 1  | 2  | 3  |    |    |    |    |    |    |    |    |    |    |
| Defensores del Cerro | 5  | 6  | 9  | 10 | 10 | 11 | 6  | 8  | 9  | 8  | 9  | 8  |    |    |    |    |    |    |    |    |    |    |
| Deportivo Tandil     | 9  | 7  | 8  | 7  | 4  | 4  | 4  | 4  | 4  | 4  | 4  | 4  |    |    |    |    |    |    |    |    |    |    |
| Excursionistas       | 6  | 8  | 4  | 6  | 8  | 7  | 9  | 9  | 9  | 9  | 9  | 9  |    |    |    |    |    |    |    |    |    |    |
| Grupo Universitario  | 3  | 5  | 5  | 3  | 3  | 3  | 3  | 3  | 2  | 2  | 1  | 1  |    |    |    |    |    |    |    |    |    |    |
| Juventud Unida       | 7  | 10 | 7  | 8  | 9  | 10 | 11 | 11 | 11 | 10 | 10 | 10 |    |    |    |    |    |    |    |    |    |    |
| San José             | 4  | 3  | 3  | 4  | 5  | 5  | 5  | 5  | 5  | 5  | 5  | 5  |    |    |    |    |    |    |    |    |    |    |
| San Lorenzo          | 10 | 9  | 10 | 11 | 11 | 9  | 10 | 10 | 10 | 11 | 11 | 11 |    |    |    |    |    |    |    |    |    |    |
| Unión y Progreso     | 11 | 11 | 11 | 9  | 6  | 6  | 7  | 6  | 6  | 6  | 6  | 7  |    |    |    |    |    |    |    |    |    |    |

#### Resultados
| Argentino                    | 1:2 | Grupo Universitario  | 12 de Noviembre  | 12 de marzo | 15:30 | Diego Navarro |
| Excursionistas               | 1:1 | Defensores del Cerro | Excursionistas   | 12 de marzo | 15:30 | Oscar Ramírez |
| Botafogo                     | 4:0 | Unión y Progreso     | Botafogo         | 12 de marzo | 15:30 | Abraham Parra |
| Deportivo Tandil             | 1:2 | San José             | Club Figueroa    | 12 de marzo | 15:30 | Pablo Tevez   |
| Ateneo Estrada               | 4:2 | San Lorenzo          | José A. Barbieri | 12 de marzo | 15:30 | Juan Giardini |
| Equipo libre: Juventud Unida |     |                      |                  |             |       |               |

| Argentino                      | 3:1 | Juventud Unida   | 12 de Noviembre | 26 de marzo | 15:30 | Oscar Ramírez    |
| San Lorenzo                    | 0:0 | Deportivo Tandil | La Fortaleza    | 26 de marzo | 15:30 | Daniel Quintana  |
| San José                       | 2:1 | Excursionistas   | Excursionistas  | 26 de marzo | 15:30 | Diego Navarro    |
| Defensores del Cerro           | 1:2 | Botafogo         | Club Figueroa   | 26 de marzo | 15:30 | Joaquín Castillo |
| Grupo Universitario            | 1:3 | Ateneo Estrada   | La Movediza     | 26 de marzo | 15:30 | Pablo Tevez      |
| Equipo libre: Unión y Progreso |     |                  |                 |             |       |                  |

| Juventud Unida                     | 2:1 | Unión y Progreso    | La Movediza      | 2 de abril | 15:30 | Pablo Tevez     |
| Excursionistas                     | 2:1 | San Lorenzo         | Excursionistas   | 2 de abril | 15:30 | Lautaro Paletta |
| Deportivo Tandil                   | 2:2 | Grupo Universitario | Club Figueroa    | 2 de abril | 15:30 | Emanuel Mazzoni |
| Ateneo Estrada                     | 2:0 | Argentino           | José A. Barbieri | 2 de abril | 15:30 |                 |
| Botafogo                           | 4:1 | San José            | Botafogo         | 2 de abril | 15:30 | Abraham Parra   |
| Equipo libre: Defensores del Cerro |     |                     |                  |            |       |                 |

| Defensores del Cerro   | 0:2 | Unión y Progreso | Club Figueroa    | 16 de abril | 15:30 | Fernando Zabalza |
| Argentino              | 1:1 | Deportivo Tandil | 12 de Noviembre  | 16 de abril | 15:30 | Camila Romero    |
| Ateneo Estrada         | 1:0 | Juventud Unida   | José A. Barbieri | 16 de abril | 15:30 | Oscar Ramírez    |
| Grupo Universitario    | 1:0 | Excursionistas   | La Movediza      | 16 de abril | 15:30 | Eduardo Vivo     |
| San Lorenzo            | 1:2 | Botafogo         | La Fortaleza     | 16 de abril | 15:30 | Paulo Caballero  |
| Equipo libre: San José |     |                  |                  |             |       |                  |

| Unión y Progreso          | 2:1 | San José             | La Florida     | 23 de abril | 15:30 | Matías Picot Domenez |
| Excursionistas            | 2:2 | Argentino            | Excursionistas | 23 de abril | 15:30 | Oscar Ramírez        |
| Juventud Unida            | 1:1 | Defensores del Cerro | La Movediza    | 23 de abril | 15:30 | Juan Giardini        |
| Botafogo                  | 2:3 | Grupo Universitario  | Botafogo       | 23 de abril | 15:30 | Martín Althabe       |
| Deportivo Tandil          | 1:0 | Ateneo Estrada       | Figueroa       | 23 de abril | 15:30 | Franco Gómez Torres  |
| Equipo libre: San Lorenzo |     |                      |                |             |       |                      |

| Deportivo Tandil                  | 3:2 | Juventud Unida       | Club Figueroa    | 30 de abril | 15:30 | Diego Navarro |
| Ateneo Estrada                    | 1:0 | Excursionistas       | José A. Barbieri | 30 de abril | 15:30 | Eduardo Vivo  |
| Argentino                         | 1:3 | Botafogo             | 12 de Noviembre  | 30 de abril | 15:30 | Pablo Tevez   |
| San Lorenzo                       | 4:0 | Unión y Progreso     | La Fortaleza     | 30 de abril | 15:30 | Abraham Parra |
| San José                          | 1:1 | Defensores del Cerro | Excursionistas   | 30 de abril | 15:30 | Camila Romero |
| Equipo libre: Grupo Universitario |     |                      |                  |             |       |               |

| Juventud Unida          | 0:1 | San José            | La Movediza    | 14 de mayo | 15:30 | Fernando Zabalza |
| Excursionistas          | 0:1 | Deportivo Tandil    | Excursionistas | 14 de mayo | 15:30 | Camila Romero    |
| Defensores del Cerro    | 3:0 | San Lorenzo         | Club Figueroa  | 14 de mayo | 15:30 | Pablo Tevez      |
| Botafogo                | 1:0 | Ateneo Estrada      | Botafogo       | 14 de mayo | 15:30 | Daniel Quintana  |
| Unión y Progreso        | 1:2 | Grupo Universitario | La Florida     | 14 de mayo | 15:30 | Gonzalo López    |
| Equipo libre: Argentino |     |                     |                |            |       |                  |

## Copa de Campeones
La primera final se programó para el 1 de noviembre, en el San Martín. Previo al encuentro se realizó una rueda de prensa con los protagonistas. «Pucho» Barsottini, capitán del Lobo, comentó que «serán partidos lindos de jugar, atractivos, en donde la gente seguramente acompañará». Por el lado de Independiente, el entrenador Gerardo Villar manifestó que a la final llegaron «los dos mejores equipos del año» y que el Rojo afrontará ambos partidos «en su mejor momento». La Liga designó a Lautaro Paletta como árbitro de la final.
Durante la temporada, Independiente se quedó con los dos partidos: 0:1 en el Predio Jorge Ibáñez —en el Apertura— e idéntico resultado en el Agustín F. Berroeta, ya en el Clausura.
Gimnasia y Esgrima se quedó con la primera final. Con un gol de penal de su arquero, Leonardo Serén, a los 51', venció 1:0 a Independiente en un partido que según la prensa especializada fue justo ganador y mereció más diferencia en el resultado. Adrian Varales, portero del Rojo, fue elegido la figura del encuentro.
La vuelta se programó para una semana después, el 8. Con la localía invertida, se decidió que también se dispute en el San Martín, debido a la cantidad de gente que presenció el partido de ida. La Liga designó a Fernando Zabalza como árbitro de la final.
Gimnasia y Esgrima se consagró campeón del año tras vencer 2:0 en la vuelta, 3:0 en el global. Con un marco aún más completo, el Lobo convirtió dos goles en el primer tiempo para sella la historia, y así consagrarse por segunda vez en la URD, ambas en 2023.
| Final de ida 1 de noviembre de 2023, 20:00 | Gimnasia y Esgrima          | 1:0 (0:0) | Independiente | Gral. San Martín, Tandil                                   |                                                            |
|                                            | - Leonardo Serén 51' (pen.) | Reporte   |               | Asistencia: 1 002 espectadores Árbitro(s): Lautaro Paletta | Asistencia: 1 002 espectadores Árbitro(s): Lautaro Paletta |

| Final de vuelta 8 de noviembre de 2023, 20:00                        | Independiente | 0:2 (0:2) (Global 0:3) | Gimnasia y Esgrima                         | Gral. San Martín, Tandil     |                              |
|                                                                      |               | Reporte                | - Lucas Sánchez 13' - Nicolás Barbeira 35' | Árbitro(s): Fernando Zabalza | Árbitro(s): Fernando Zabalza |
| Gimnasia y Esgrima se consagró campeón de la Copa de Campeones 2023. |               |                        |                                            |                              |                              |

| Campeón Copa de Campeones 2023    |
| --------------------------------- |
| Club Gimnasia y Esgrima de Tandil |

| Gimnasia y Esgrima 2.° título |

## Ascensos, descensos y promoción de cara a 2024
A efectos de determinar los descensos de la «A» a la «B» para la temporada 2024, se toma la tabla acumulada de ambos torneos —Apertura y Clausura—, totalizando 22 partidos jugados. Los dos últimos descienden directamente, mientras que el 10.º peor ubicado quedará relegado a jugar la promoción contra el 3.º mejor ubicado de la tabla anual de la «B».
| #     | Equipo                 | Pts. | PJ | PG | PE | PP | GF | GC | Dif. |
| ----- | ---------------------- | ---- | -- | -- | -- | -- | -- | -- | ---- |
| 1.º   | Independiente          | 49   | 22 | 14 | 7  | 1  | 48 | 14 | 34   |
| 2.º   | Gimnasia y Esgrima     | 47   | 22 | 14 | 5  | 3  | 35 | 8  | 27   |
| 3.º   | Atlético Ayacucho      | 43   | 22 | 12 | 7  | 3  | 41 | 26 | 15   |
| 4.º   | Ferrocarril Sud        | 35   | 22 | 10 | 5  | 7  | 44 | 31 | 13   |
| 5.º   | Velense                | 34   | 22 | 10 | 4  | 8  | 43 | 31 | 12   |
| 6.º   | Santamarina            | 31   | 22 | 8  | 7  | 7  | 26 | 21 | 5    |
| 7.º   | Juarense               | 30   | 22 | 8  | 6  | 8  | 27 | 26 | 1    |
| 8.º   | Sarmiento              | 27   | 22 | 8  | 3  | 11 | 32 | 39 | -7   |
| 9.º   | Defensores de Ayacucho | 26   | 22 | 7  | 5  | 10 | 34 | 42 | -8   |
| Prom. | UNICEN                 | 25   | 22 | 7  | 4  | 11 | 27 | 33 | -6   |
| D2    | Loma Negra             | 11   | 22 | 2  | 5  | 15 | 15 | 51 | -36  |
| D1    | Deportivo Rauch        | 7    | 22 | 1  | 4  | 17 | 24 | 74 | -50  |

Notas y referencias
|  | Clasificado a jugar la promoción con el 2.º mejor ubicado de a la Primera B. |
|  | Descendió a la Primera B para la URD 2024.                                   |

### Promoción
UNICEN quedó relegado a jugar el repechaje frente al 3.° del año de la Primera «B», Deportivo Tandil, tras disputar hasta la última fecha ese lugar junto a Defensores de Ayacucho. El encuentro se programó en el estadio Gral. San Martín, el 11 de noviembre, dando finalización a la temporada oficial de URD.
Deportivo Tandil ganó 1:0 con un gol del defensor Agustín Ferraggine a los 68', tras concretar una volea tras un tiro de esquina. El Depor logró el ascenso de Primera «A» luego de haber perdido la categoría en 2019, casualmente frente a UNICEN —que en la próxima temporada disputará la primera en la segunda división—.
| Promoción 11 de noviembre de 2023, 20:30                       | UNICEN                     | 0:1 (0:0) | Deportivo Tandil         | Gral. San Martín, Tandil         |                                  |
|                                                                | - Bernardo Larsen 83', 86' | Reporte   | - Agustín Ferraggine 68' | Árbitro(s): Matías Picot Domenez | Árbitro(s): Matías Picot Domenez |
| Deportivo Tandil ascendió a Primera «A» para la temporada 2024 |                            |           |                          |                                  |                                  |

## Goleadores
| Primera «A» \| Jugador \| Club \| AP23 \| CL23 \| Total \| \| ---------------------- \| ------------------ \| ---- \| ---- \| ----- \| \| Mauro Ruiz Sánchez \| Velense \| 9 \| — \| 9 \| \| Juan Turri \| Independiente \| 4 \| — \| 4 \| \| Braian Pérez \| Gimnasia y Esgrima \| 3 \| — \| 3 \| \| Nicolás Barbería \| Gimnasia y Esgrima \| 2 \| — \| 2 \| \| Juan Carmona \| Loma Negra \| 2 \| — \| 2 \| \| Nicolás Del Giorgio \| Independiente \| 2 \| — \| 2 \| \| Gonzalo Fernández Páez \| UNICEN \| 2 \| — \| 2 \| \| Nicolás Gorosito \| Ferrocarril Sud \| 2 \| — \| 2 \| \| Esteban Márquez \| Velense \| 2 \| — \| 2 \| \| Gerórimo Montero \| Gimnasia y Esgrima \| 2 \| — \| 2 \| Fuente: sitio oficial URD. | Primera «B»        |      |      |       |
| Jugador | Club               | AP23 | CL23 | Total |
| Mauro Ruiz Sánchez | Velense            | 9    | —    | 9     |
| Juan Turri | Independiente      | 4    | —    | 4     |
| Braian Pérez | Gimnasia y Esgrima | 3    | —    | 3     |
| Nicolás Barbería | Gimnasia y Esgrima | 2    | —    | 2     |
| Juan Carmona | Loma Negra         | 2    | —    | 2     |
| Nicolás Del Giorgio | Independiente      | 2    | —    | 2     |
| Gonzalo Fernández Páez | UNICEN             | 2    | —    | 2     |
| Nicolás Gorosito | Ferrocarril Sud    | 2    | —    | 2     |
| Esteban Márquez | Velense            | 2    | —    | 2     |
| Gerórimo Montero | Gimnasia y Esgrima | 2    | —    | 2     |